# Museu de Arte Sacra de Moura
O Museu de Arte Sacra de Moura encontra-se instalado, desde 2004, na igreja-colegiada de São Pedro, e resulta da parceria estabelecida entre o Departamento do Património Histórico e Artístico da Diocese de Beja, as paróquias e o Município de Moura.

Desempenha um papel de relevo na dinamização do património cultural religioso do concelho e arciprestado de Moura (este integra igualmente os concelhos de Barrancos e Serpa). Constitui uma das unidades da Rede de Museus da Diocese de Beja.